# Never Left
Albums de Sadat X
Love, Hell or Right
(2012) Agua
(2016)
Never Left est le neuvième album studio de Sadat X, sorti le 20 janvier 2015.
Cet album célèbre les 25 ans de carrière du rappeur.

## Liste des titres
| No  | Titre                                                  | Contient un (des) sample(s) de                                         | Durée |
| --- | ------------------------------------------------------ | ---------------------------------------------------------------------- | ----- |
| 1.  | We in New York                                         | Down and Out in New York City de James Brown                           | 3:16  |
| 2.  | 1st Show (Interlude)                                   |                                                                        | 0:59  |
| 3.  | I Know This Game                                       | You're Free de Brenda Russell Kick in the Door de The Notorious B.I.G. | 3:20  |
| 4.  | What Up Kid                                            | Ain't No Half Steppin' d'Heatwave One Love de Nas featuring Q-Tip      | 3:51  |
| 5.  | Get Yours (featuring Black Rob)                        |                                                                        | 2:42  |
| 6.  | Notorious B.I.G. Story (Interlude)                     |                                                                        | 1:08  |
| 7.  | Beautiful Day                                          |                                                                        | 2:52  |
| 8.  | Slidin' (featuring King Tee)                           | I Just Want to Be There de Ronnie Dyson                                | 3:04  |
| 9.  | On Fire (featuring Cormega et Lanelle Tyler)           | I'm on Fire de Champaign                                               | 4:06  |
| 10. | Nas Story (Interlude)                                  |                                                                        | 0:40  |
| 11. | Armageddon (featuring Stryfe)                          |                                                                        | 3:10  |
| 12. | Ya Best Friends Girl                                   |                                                                        | 3:26  |
| 13. | Put It On Me (featuring Chi-Ali, Fokis et Nachy Bless) |                                                                        | 4:37  |
| 14. | 2Pac Story (Interlude)                                 |                                                                        | 1:04  |
| 15. | Live & Ya Learn (featuring Maverick)                   |                                                                        | 3:59  |
| 16. | Get Right (featuring Dres)                             |                                                                        | 3:14  |
| 17. | Ain't Nothing Funny (featuring Craig G et Skyzoo)      |                                                                        | 2:56  |
| 18. | Jay-Z Story (Interlude)                                |                                                                        | 1:29  |
| 19. | Never Left (featuring Tony Mays)                       | Let Me Be de Parliament                                                | 4:04  |